# Wassermühle Müllerdorf

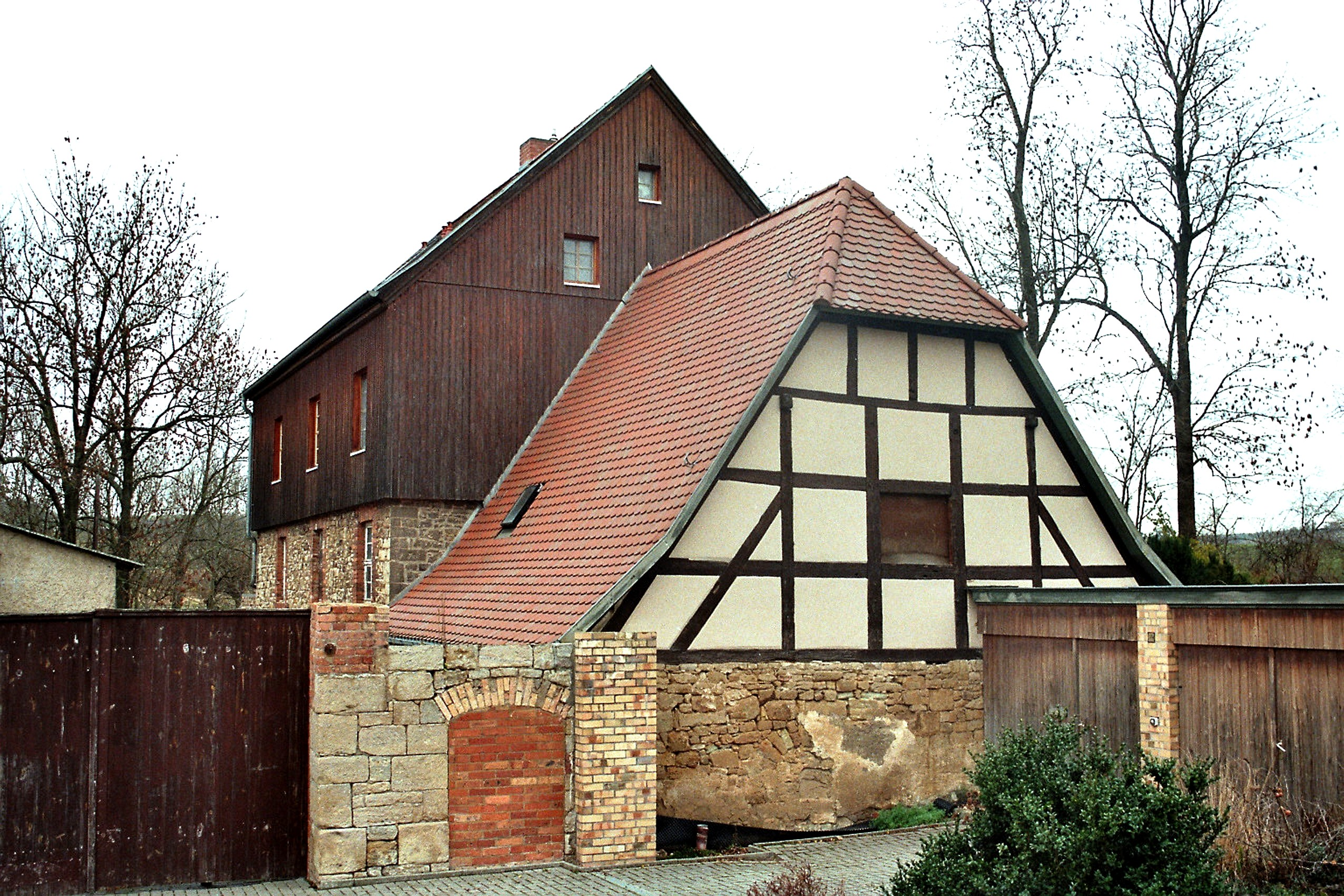
Wassermühle von Müllerdorf

Die Wassermühle von Müllerdorf ist eine denkmalgeschützte Mühle im Ortsteil Müllerdorf der Einheitsgemeinde Salzatal in Sachsen-Anhalt. Im örtlichen Denkmalverzeichnis ist die Mühle unter der Erfassungsnummer 094 55599 als Baudenkmal verzeichnet.
Bei der Mühle von Müllerdorf handelt es sich um eine Wassermühle am Bach Laweke, einem Nebenlauf der Salza. Das Gebäude steht am Nordrand von Müllerdorf in der Mühlenstraße. In Müllerdorf befanden sich ursprünglich drei Wassermühlen. Die jüngste Mühle entstand 1561 Die älteste wurde bereits 1234 urkundlich erwähnt und gehörte ursprünglich zu Flattersleben, heute eine Wüstung südlich von Müllerdorf und Zappendorf. Das Gebäude ist das Wohnhaus und Atelier des Bildhauers und Medailleurs Johannes Baumgärtner.